# 越南紅十字會
越南红十字會是國際紅十字與紅新月運動下的在越南社会主义共和国運作的獨立成員組織。其总部设在河内。
该组织前身为第一次印度支那战争期间的1946年在河内建立的越南民主共和国红十字会，此后为国际红十字与红新月运动在北越的分支；而南越分支机构则由越南南方医学家胡文日于1951年在西贡建立，称为越南国家红十字会。1976年7月，越南南北统一，两越红十字会合并，改名为越南红十字会。